# 마힌다 4세
마힌다 4세(Mahinda IV, 922년 ~ 991년)는 975년부터 979년까지 아누라다푸라 왕국을 다스린 왕이다. 그는 그의 형제 세나 4세를 계승하여 아누라다푸라 국왕이 되었고 그의 왕위는 아들 세나 5세가 계승했다.
그의 통치 기간 동안 그는 판디아국에서 전쟁을 벌였고 파란타카 촐라 2세의 여러 촐라 장군을 물리쳤다.

## 같이 보기
- 스리랑카의 역사